# Resultados do Carnaval de São Paulo em 1990
Esta página contém os resultados do Carnaval de São Paulo em 1990.

## Escolas de samba

### Grupo Especial
Ordem de Desfile
| Sábado (24/02/1990) |
| 1. Gaviões da Fiel 2. Pérola Negra 3. Barroca Zona Sul 4. Nenê de Vila Matilde 5. Rosas de Ouro 6. Leandro de Itaquera 7. Vai-Vai 8. Unidos do Peruche 9. Mocidade Alegre 10. Camisa Verde e Branco |

Mapa de Notas
As notas 0 (zero) no quesito Alegorias atribuídas à escola de samba Pérola Negra foram registradas de modo que a escola não apresentou alegoria alguma, haja visto que sem o material do quesito presente a escola não poderia ter contabilizado nem ao menos a nota mínima. A Escola de Samba Nenê de Vila Matilde, teve problemas de alegoria também, porém não perdeu pontos, pois apresentou apenas 2 carros e 1 tripé. 
Em 1990 as notas variavam de 5 a 10, sem cortes fracionados, e o regulamento só previa desempate em caso de 3 escolas somarem a mesma quantidade de pontos. Não houve quaisquer atraso ou penalidade.
| Agremiações (por ordem de desfile) | Alegorias | Alegorias | Alegorias | Fantasias | Fantasias | Fantasias | Letra do Samba | Letra do Samba | Letra do Samba | Harmonia | Harmonia | Harmonia | Bateria | Bateria | Bateria | Evolução | Evolução | Evolução | Melodia | Melodia | Melodia | Mestre-Sala & Porta-Bandeira | Mestre-Sala & Porta-Bandeira | Mestre-Sala & Porta-Bandeira | Enredo | Enredo | Enredo | Comissão de Frente | Comissão de Frente | Comissão de Frente | P. | TOTAL    |
| Gaviões da Fiel                    | 8         | 9         | 8         | 8         | 9         | 7         | 9              | 9              | 10             | 7        | 8        | 10       | 9       | 9       | 10      | 8        | 6        | 7        | 8       | 10      | 8       | 8                            | 9                            | 10                           | 10     | 10     | 9      | 10                 | 10                 | 8                  |    | 261,00   |
| Pérola Negra                       | 0         | 0         | 0         | 7         | 8         | 8         | 8              | 9              | 10             | 7        | 8        | 7        | 9       | 10      | 9       | 7        | 8        | 7        | 9       | 8       | 8       | 10                           | 8                            | 10                           | 7      | 7      | 6      | 9                  | 9                  | 8                  |    | 221,00** |
| Barroca Zona Sul                   | 10        | 10        | 9         | 8         | 7         | 10        | 8              | 10             | 8              | 8        | 9        | 10       | 10      | 10      | 10      | 10       | 7        | 10       | 9       | 10      | 9       | 10                           | 9                            | 9                            | 10     | 10     | 10     | 10                 | 8                  | 10                 |    | 278,00   |
| Nenê de Vila Matilde               | 7         | 5         | 8         | 10        | 7         | 7         | 9              | 10             | 10             | 10       | 9        | 8        | 9       | 10      | 9       | 10       | 10       | 10       | 10      | 10      | 10      | 9                            | 10                           | 8                            | 7      | 7      | 8      | 8                  | 8                  | 9                  |    | 263,00   |
| Rosas de Ouro                      | 8         | 10        | 10        | 10        | 9         | 10        | 10             | 10             | 10             | 10       | 10       | 10       | 10      | 10      | 10      | 10       | 10       | 10       | 9       | 8       | 10      | 10                           | 10                           | 10                           | 10     | 10     | 10     | 10                 | 10                 | 10                 |    | 294,00   |
| Leandro de Itaquera                | 9         | 10        | 8         | 10        | 8         | 9         | 10             | 8              | 7              | 9        | 10       | 10       | 10      | 9       | 10      | 10       | 6        | 10       | 10      | 10      | 10      | 10                           | 10                           | 9                            | 10     | 10     | 9      | 10                 | 10                 | 10                 |    | 281,00   |
| Vai-Vai                            | 10        | 10        | 10        | 10        | 10        | 10        | 9              | 8              | 8              | 10       | 10       | 10       | 10      | 10      | 10      | 10       | 10       | 10       | 10      | 9       | 9       | 9                            | 10                           | 10                           | 10     | 10     | 9      | 10                 | 9                  | 10                 |    | 290,00   |
| Unidos do Peruche                  | 10        | 9         | 10        | 10        | 10        | 9         | 9              | 10             | 10             | 10       | 10       | 9        | 10      | 10      | 10      | 10       | 10       | 10       | 10      | 10      | 10      | 10                           | 9                            | 10                           | 10     | 10     | 10     | 10                 | 8                  | 10                 |    | 293,00   |
| Mocidade Alegre                    | 10        | 9         | 10        | 10        | 9         | 9         | 6              | 9              | 10             | 9        | 8        | 9        | 10      | 10      | 9       | 8        | 10       | 10       | 10      | 9       | 10      | 10                           | 10                           | 10                           | 9      | 9      | 10     | 7                  | 9                  | 9                  |    | 277,00   |
| Camisa Verde e Branco              | 10        | 10        | 10        | 10        | 10        | 10        | 10             | 10             | 9              | 10       | 10       | 10       | 10      | 10      | 10      | 10       | 10       | 10       | 10      | 8       | 9       | 10                           | 10                           | 9                            | 10     | 10     | 10     | 10                 | 10                 | 10                 |    | 294,00   |

Classificação
| Legenda: Campeã Rebaixada |

| Col. | Escola                | Enredo                                           | Pontos |
| ---- | --------------------- | ------------------------------------------------ | ------ |
| 1    | Camisa Verde e Branco | Dos Barões do Café a Sarney, Onde Foi que Errei  | 294,00 |
| 1    | Rosas de Ouro         | Até Que Enfim... "O Sábado"                      | 294,00 |
| 3    | Unidos do Peruche     | De Roma Pagã ao Esplendor da Paulicéia           | 293,00 |
| 4    | Vai-Vai               | 60 anos no Reino das Bananas                     | 291,00 |
| 5    | Leandro de Itaquera   | ltaquera, Pedra Dura "Símbolo de um Povo"        | 281,00 |
| 6    | Barroca Zona Sul      | Os Segredos do Amor                              | 278,00 |
| 7    | Mocidade Alegre       | A Nossa Pré-História. Quem Sou Eu?               | 277,00 |
| 8    | Nenê de Vila Matilde  | Respeito é Bom e eu Gosto                        | 263,00 |
| 9    | Gaviões da Fiel       | O Homem Nasceu Para Voar                         | 261,00 |
| 10   | Pérola Negra          | Shangri-lá Tupiniquin, Sonho, Fartura e Milagres | 221,00 |

### Grupo 1
Os desfiles do Grupo 1 ocorreram no dia 25 de fevereiro de 1990.
Classificação
| Legenda: Promovida Rebaixada |

| Col. | Escola                              | Enredo                                   | Pontos |
| ---- | ----------------------------------- | ---------------------------------------- | ------ |
| 1    | Passo de Ouro                       | Revulusambando                           |        |
| 2    | Águia de Ouro                       | Casais da Era                            |        |
| 3    | Acadêmicos do Tucuruvi              | Pintando o Sete - Aquarela Brasileira    |        |
| 4    | União Imperial                      | Feitiço e Magia                          |        |
| 5    | X-9 Paulistana                      | Paulinho da Viola                        |        |
| 6    | Colorado do Brás                    | Com o Chico na Avenida                   |        |
| 7    | Imperador do Ipiranga               | Extra! Extra! Deu no Jornal              | 293,0  |
| 8    | Unidos de São Lucas                 | De Dé a Zé o Que Vier                    |        |
| 9    | União Independente da Vila Prudente | Esses Divinos Demônios da Garoa          |        |
| 10   | Prova de Fogo                       | Luiz Gonzaga, "o Lua, Danado de Bom"     |        |
| 11   | Acadêmicos do Ipiranga              | Ecologia Segundo os Orixás               |        |
| 12   | Império do Cambuci                  | Plínio Marcos, nas Quebradas do Mundaréu |        |

### Grupo 2
Os desfiles do Grupo 2 ocorreram no dia 26 de fevereiro de 1990.
Classificação
| Legenda: Promovida Rebaixada |

| Col. | Escola                     | Enredo                                                        | Pontos |
| ---- | -------------------------- | ------------------------------------------------------------- | ------ |
| 1    | Flor da Vila Dalila        | Isto é Brasil, Música Através dos Tempos, "Silas de Oliveira" | 210,00 |
| 2    | Primeira do Itaim Paulista | Páginas de Glórias                                            | 200,00 |
| 3    | Unidos de São Miguel       | Dilúvio de Fantasia - O Mundo Acabando em Carnaval            | 198,00 |
| 4    | Alegria Alegria            | Nem Louco e Nem Sufoco                                        | 196,00 |
| 5    | Cachoeira Império do Samba | O Papel Fazendo o Seu Papel                                   | 192,00 |
| 6    | Tom Maior                  | Magia da Vila - Ruas de Vila Madalena                         | 190,00 |
| 7    | Levanta Poeira             | O Sol Nasceu Pra Todos                                        | 180,00 |
| 8    | Unidos de Vila Maria       | 82 anos de Samba                                              | 179,00 |
| 9    | Os Bambas                  | Negros Maravilhosos de Baltazar a Pelé                        | 177,00 |
| 10   | Imperatriz da Paulicéia    | São Luiz do Maranhão - Seu Reinado, Seu Folclore, Sua Arte    | 176,00 |
| 11   | Império Lapeano            | Mosaico de Uma Raça                                           | 169,00 |

### Grupo 3
Os desfiles do Grupo 3 ocorreram no dia 26 de fevereiro de 1990.
Classificação
| Legenda: Promovida Rebaixada |

| Col. | Escola                              | Enredo                                                   | Pontos |
| ---- | ----------------------------------- | -------------------------------------------------------- | ------ |
| 1    | Primeira da Aclimação               | Como Surgiram as Estrelas                                | 106,00 |
| 2    | Folha Azul dos Marujos              | Os Orixás e a Ecologia                                   | 101,00 |
| 3    | Combinados de Sapopemba             | Clara Nunes                                              | 101,00 |
| 4    | Morro da Casa Verde                 | Carmem Miranda, "a Estrelinha Brilhante"                 | 100,00 |
| 5    | Raízes de Vila Piauí                | Brasil do Passado, do Presente, do Futuro, Sai do Escuro | 99,00  |
| 6    | Arco Íris de Vila Guilhermina       | S.O.S. Ecologia                                          | 96,00  |
| 7    | Flor da Penha                       | O Sonho Bom de Chico Mendes                              | 91,00  |
| 8    | Imperiais do Real Parque            | Carnaval Paulista                                        | 90,00  |
| 9    | Príncipe Negro da Cidade Tiradentes | Quem Não Tem Balangandãs, Não Vai ao Bonfim              | 85,00  |
| 10   | Dragões de Vila Alpina              | Iansã - A Deusa Guerreira                                | 45,00  |
| 11   | Corujas de Vila Esperança           | Sonho Encantado                                          | 12,00  |

### Grupo 4
Os desfiles do Grupo 4 ocorreram no dia 26 de fevereiro de 1990.
Classificação
| Legenda: Promovida Rebaixada |

| Col. | Escola                      | Enredo                                   | Pontos |
| ---- | --------------------------- | ---------------------------------------- | ------ |
| 1    | Unidos de Guaianases        | Luiz Lua Gonzaga, o Astro-Rei do Sertão  | 105,00 |
| 2    | Malungos                    | Ilha do Bananal, Terra dos Carajás       | 98,00  |
| 3    | Flor da Zona Sul            | Sonho Lindo                              | 93,00  |
| 4    | Mocidade Unida da Mooca     | Homenagem a Zequinha de Abreu            | 91,00  |
| 5    | Ermelinense                 |                                          | 86,00  |
| 6    | Lavapés                     | Brasil Mestiço                           | 85,00  |
| 7    | Unidos do Jaguaré           | A Salvação Extraterrena – Última Cartada | 84,00  |
| 8    | Paineiras do Sapopemba      | Sonho de Liberdade                       | 82,00  |
| 9    | Falcão do Morro Itaquerense | Semente do Samba                         | 80,00  |
| 10   | Flor de Maio                | Zumbi, Rei dos Quilombos                 | 79,00  |

### Grupo de seleção
Classificação
| Legenda: Promovida Desclassificada |

| Col. | Escola                              | Enredo                                                         | Pontos |
| ---- | ----------------------------------- | -------------------------------------------------------------- | ------ |
| 1    | União Independente da Zona Sul      | Da Cartola do Mágico                                           | 108    |
| 2    | Abelha Rainha                       | De Ricos Destaques à Humildes Foliões                          | 104    |
| 3    | Renascença da Lapa                  | O Dia a Dia dos Trabalhadores                                  | 96     |
| 4    | Paraíso do Samba                    | O Esplendor de uma Noite nas Profundezas do Mar                | 95     |
| 5    | Unidos de Taipas                    | Brasil, Terra dos Imigrantes                                   | 90     |
| 6    | Treze de Maio                       | Ontem, Hoje e Sempre a Praça é Nossa                           | 88     |
| 7    | Cobras do Butantã                   | Ybytantã Nossa Terra                                           | 88     |
| 8    | Caprichosos de Vila Brasilândia     |                                                                | 85     |
| 9    | Candeia do Cangaíba                 | Candeia - Em Sua Homenagem Bastante Axé                        | 79     |
| 10   | Independentes do Jardim Miriam      | Um Dois Feijão com Arroz                                       | 78     |
| 11   | Morro do Poeta                      | Castro Alves, o Poeta da Alegria                               | 75     |
| 12   | Primeira Lá de Casa                 | Falando de Nós e de Nossas Origens                             | 73     |
| 13   | Dragões da Independência            | Ê Baiana Mãe, do Jeito que Ta a Inflação não Dá para Agüentar! |        |
| 14   | Mocidade Independente Sílvio Romero |                                                                |        |
| 15   | Acadêmicos Primeira de Vila Ede     |                                                                |        |
| 16   | Kizomba da Zona Norte               | Kizomba no Kilombo do Jabaquara                                |        |
| --   | Acadêmicos do Tatuapé               | --                                                             | --     |